# Francelina Chambel
Francelina Chambel (Miranda do Corvo, 1934) foi uma das cinco primeiras mulheres presidentes de câmaras municipais em Portugal (conhecidas como as 5 Magníficas), tendo assumido o cargo de presidente da Câmara Municipal de Sardoal, no distrito de Santarém, no início de janeiro de 1977, cargo que manteve até 1993. 

## Biografia
Chambel nasceu a 4 de agosto de 1934, em Miranda do Corvo, no distrito de Coimbra.
Aos seis anos de idade, a família mudou-se para Lisboa, capital portuguesa, onde mais tarde viria a obter um cargo de direção na Segurança Social. Em Lisboa, conheceu e casou com José Chambel Dionísio, natural do Sardoal. Tiveram quatro filhos. 
Na sequência da Revolução dos Cravos, de 25 de abril de 1974, que derrubou a ditadura do Estado Novo, as mulheres passaram a ter a possibilidade de se candidatarem às eleições. Embora continuasse a trabalhar em Lisboa, o marido e o pai consideraram que a sua experiência de gestão a tornaria na autarca ideal e nomearam-na para as eleições.  Não tinha qualquer expetativa de ganhar, uma vez que enfrentava um candidato que vivia no Sardoal, e admitiu não ter considerado as implicações para os seus quatro filhos da mudança de Lisboa para o Sardoal, caso ganhasse. 
Sem fundos para imprimir folhetos, ela e os seus apoiantes fizeram campanha de porta em porta. Foi bem sucedida nas eleições e tornou-se uma das chamadas “Cinco Magníficas”, as primeiras cinco mulheres a serem eleitas para liderar uma autarquia local em Portugal, sendo as outras Alda Santos Victor, Lurdes Breu, Judite Mendes de Abreu e Odete Isabel.
Na altura, poucas mulheres ocupavam cargos de chefia no país e poucas enveredavam pela política. Ao contrário de Chambel, muitas das que o fizeram enfrentaram um considerável sexismo. Chambel não foi hostilizada por causa do seu sexo, mas foi criticada pelo facto de ser uma forasteira e ter derrotado alguém que vinha da cidade. 
Confrontada com recursos limitados e com um município em mau estado, Chambel concentrou-se inicialmente na melhoria do abastecimento de água e do sistema de esgotos. Posteriormente, supervisionou a melhoria do abastecimento de eletricidade, a construção de um quartel de bombeiros, de um centro de saúde, de habitações sociais e de escolas.  Ganhou cinco eleições sucessivas e exerceu o cargo de presidente da Câmara Municipal de Sardoal até 1993, primeiro como independente apoiada pelo Partido Socialista (PS). 
Dez anos depois da sua primeira eleição, aderiu ao PS após repetidos pedidos do então Presidente da República, Mário Soares. 
Entre 1992 e 1994 foi conselheira do Conselho Nacional de Educação (Portugal), tendo sido nomeada pela Associação Nacional de Municípios. 

## Prémios e distinções
Chambel foi agraciada com a Ordem do Infante D. Henrique, recebendo a condecoração das mãos do então Presidente da República Portuguesa, Jorge Sampaio. 

## Ligações Externas
- Arquivos RTP | Programa Autarquias 85: testemunos de Alda Santos Víctor, Francelina Chambel e Maria de Lurdes Bréu  (1985)